# Клетка Беца

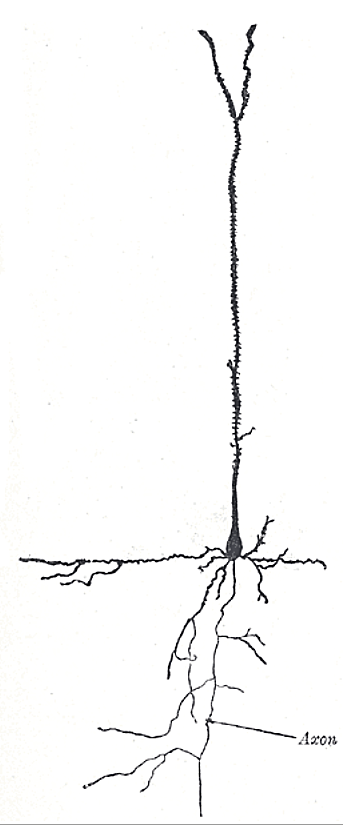
Пирамидальный нейрон. Клетка Беца отличается от него большим размером и наличием перисоматических дендритов.

Клетка Беца (англ. Betz cell) — глутаматергический пирамидальный нейрон 5 слоя первичной моторной коры головного мозга. Клетки Беца — одни из самых больших нейронов ЦНС, их диаметр достигает 100 мкм. Впервые эти нейроны были описаны Владимиром Алексеевичем Бецем в 1874 году. Аксоны клеток Беца направлены вниз, к спинному мозгу. У людей они образуют синапсы с мотонейронами переднего рога спинного мозга и нейронами двигательных ядер черепных нервов, которые в свою очередь соединяются с мускулами тела.